# Insectivora
Gli Insettivori (Insectivora Bowdich, 1831) erano, nella classificazione tradizionale, un ordine di Mammiferi, con ampia distribuzione, accomunati dal fatto di avere come principale fonte di cibo gli insetti.
Attualmente questo taxon è ritenuto superato in quanto polifiletico, anche se nel linguaggio comune, in diversi testi non recenti, e nella divulgazione è ancora presente. Le famiglie che in passato venivano classificate tra gli insettivori sono, nella moderna classificazione, suddivisi in tre distinti ordini: Afrosoricida, Erinaceomorpha e Soricomorpha. Gli ultimi due gruppi, tuttavia, secondo ricerche più recenti potrebbero avere un antenato comune e quindi essere inclusi in un ordine a sé stante, Eulipotyphla (Douady et al., 2002).

## Sistematica
All'ordine Insectivora venivano assegnate classicamente le seguenti famiglie:
- Erinaceidae (oggi considerate far parte dell'ordine Erinaceomorpha)
- Soricidae (ordine Soricomorpha)
- Talpidae (ordine Soricomorpha)
- Solenodontidae (ordine Soricomorpha)
- Nesophontidae (ordine Soricomorpha)
- Chrysochloridae (ordine Afrosoricida)
- Tenrecidae (ordine Afrosoricida)

In passato anche per le seguenti famiglie era stata proposta la collocazione all'interno degli Insettivori:
- Macroscelididae (oggi ordine Macroscelidea)
- Tupaiidae  (ordine Scandentia)
- Cynocephalidae (ordine Dermoptera)

## Morfologia
Gli insettivori sono piccoli animali dal muso aguzzo, terminante con una piccola proboscide, rinforzata da cartilagini e con funzione sensoriale tattile. Le dimensioni variano dai 4 cm di lunghezza e 3 g di peso del Mustiolo (Suncus etruscus), tra i più piccoli mammiferi viventi, ai 45 cm del Ratto lunare (Echinosorex gymnurus), coda esclusa.

Alcune caratteristiche primitive:
- Encefalo di piccole dimensioni rispetto alla massa corporea e cranio di tipo arcaico.
- Dentatura generalmente completa, eterodonte, con numerosi denti (fino a 44) provvisti di radice. I canini mostrano spesso aspetto di premolari o incisivi.

Formula dentaria: I 2-3/1-3; C 0-1/0-1; Pm 1-4/1-4; M 2-4/2-4 X2 = 26-44
- Arti normalmente pentadattili, plantigradi o semiplantigradi.

## Comportamento
Gli Insettivori hanno abitudini notturne, con vita terrestre, sotterranea o, in alcuni casi, anche acquatica. La dieta è tipicamente insettivora, talora carnivora e comprendente piccoli vertebrati.

## Specie presenti in Italia
In Italia sono presenti 19 specie, in 7 generi e 3 famiglie.
| Famiglia   | Nome comune                   | Nome scientifico     | Immagine |
| ---------- | ----------------------------- | -------------------- | -------- |
| Soricidi   | Crocidura minore              | Crocidura suaveolens |          |
| Soricidi   | Crocidura rossiccia           | Crocidura russula    |          |
| Soricidi   | Crocidura siciliana           | Crocidura sicula     |          |
| Soricidi   | Crocidura a ventre bianco     | Crocidura leucodon   |          |
| Soricidi   | Crocidura mediterranea        | Crocidura ichnusae   |          |
| Soricidi   | Mustiolo                      | Suncus etruscus      |          |
| Soricidi   | Toporagno acquatico di Miller | Neomys anomalus      |          |
| Soricidi   | Toporagno alpino              | Sorex alpinus        |          |
| Soricidi   | Toporagno appenninico         | Sorex samniticus     |          |
| Soricidi   | Toporagno comune              | Sorex araneus        |          |
| Soricidi   | Toporagno d'acqua eurasiatico | Neomys fodiens       |          |
| Soricidi   | Toporagno nano                | Sorex minutus        |          |
| Talpidi    | Talpa cieca                   | Talpa caeca          |          |
| Talpidi    | Talpa europea                 | Talpa europaea       |          |
| Talpidi    | Talpa romana                  | Talpa romana         |          |
| Erinaceidi | Riccio europeo                | Erinaceus europaeus  |          |
| Erinaceidi | Riccio orientale              | Erinaceus concolor   |          |